# Ústí (okres Přerov)
Ústí je obec ležící v okrese Přerov. Žije zde 537 obyvatel. Jeho katastrální území má rozlohu 333 ha (3,3 km²).

## Historie
První písemná zmínka o obci pochází z roku 1389.
V 19. a první polovině 20. století zde byl významný košíkářský průmysl. 7. července 1997 byla obec těžce postižena povodní. Povodňová značka u dveří kostela je ve výši 160 cm. V roce 2003 se Ústí stalo vesnicí roku v Olomouckém kraji.
V obci stojí kostel svatého Petra a Pavla z roku 1947.

## Galerie

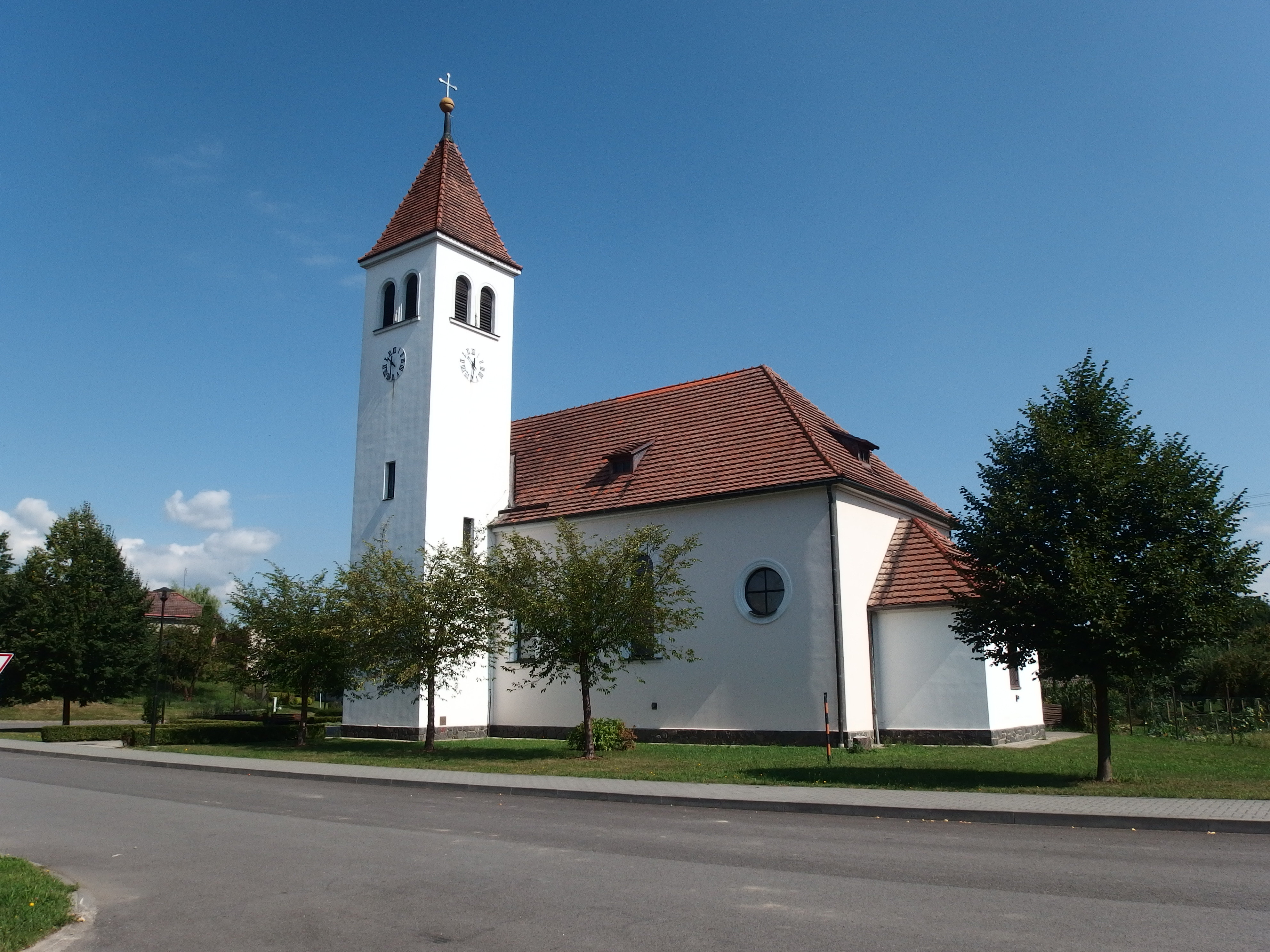
Kostel sv. Petra a Pavla z roku 1947
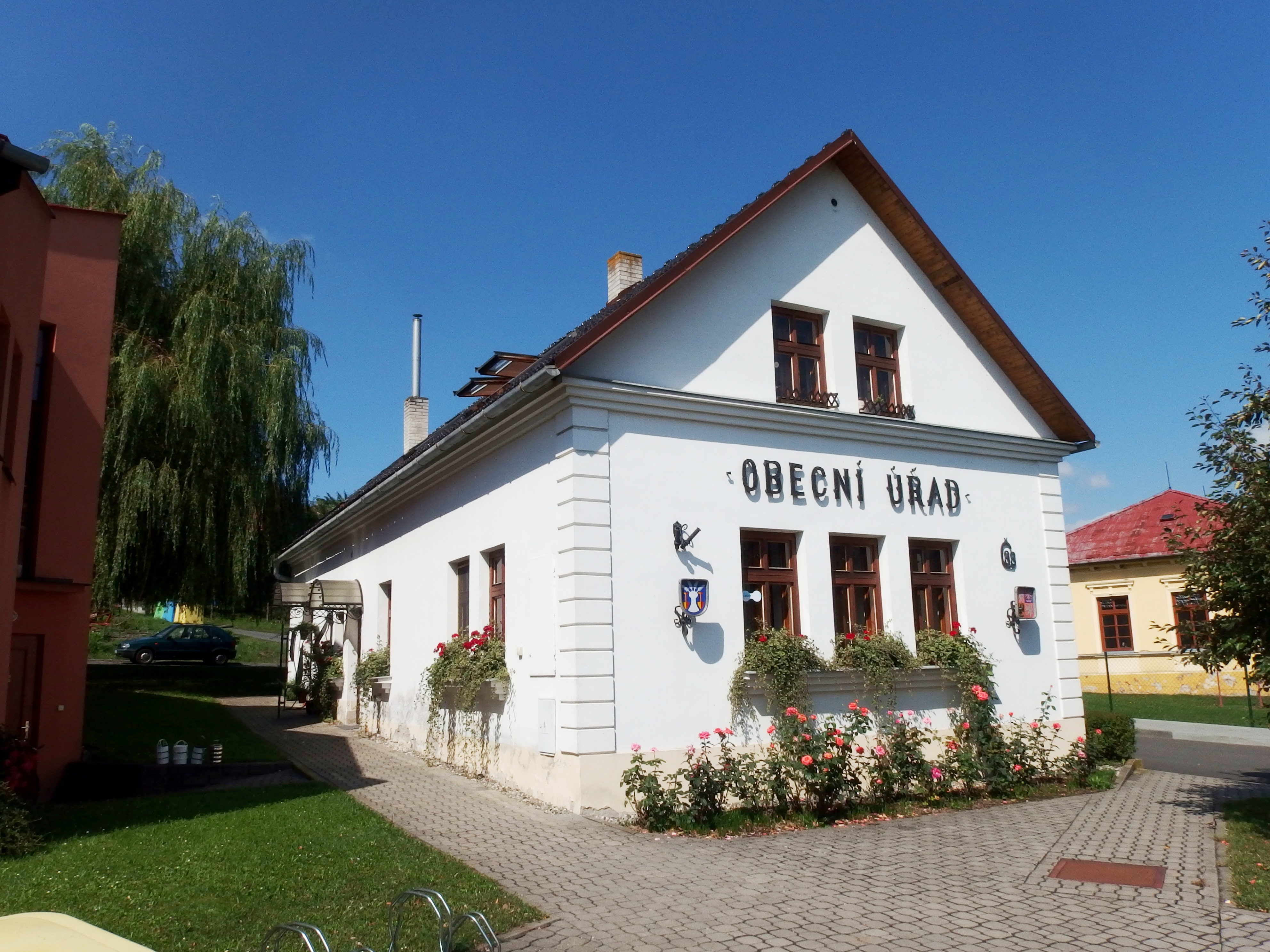
Obecní úřad
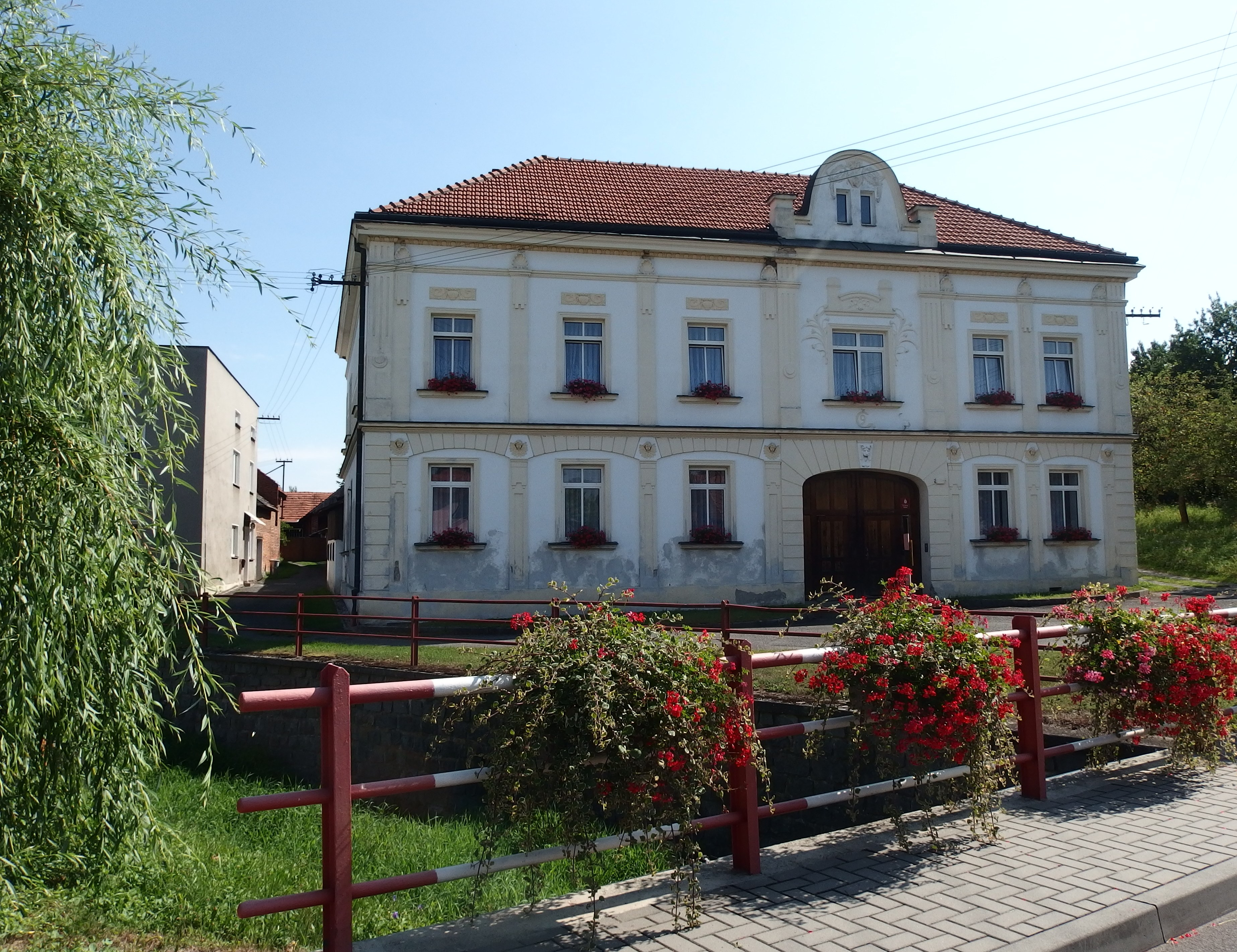
Tzv. Kmentův dům, ve 20.-50. letech sídlo obchodu s proutím
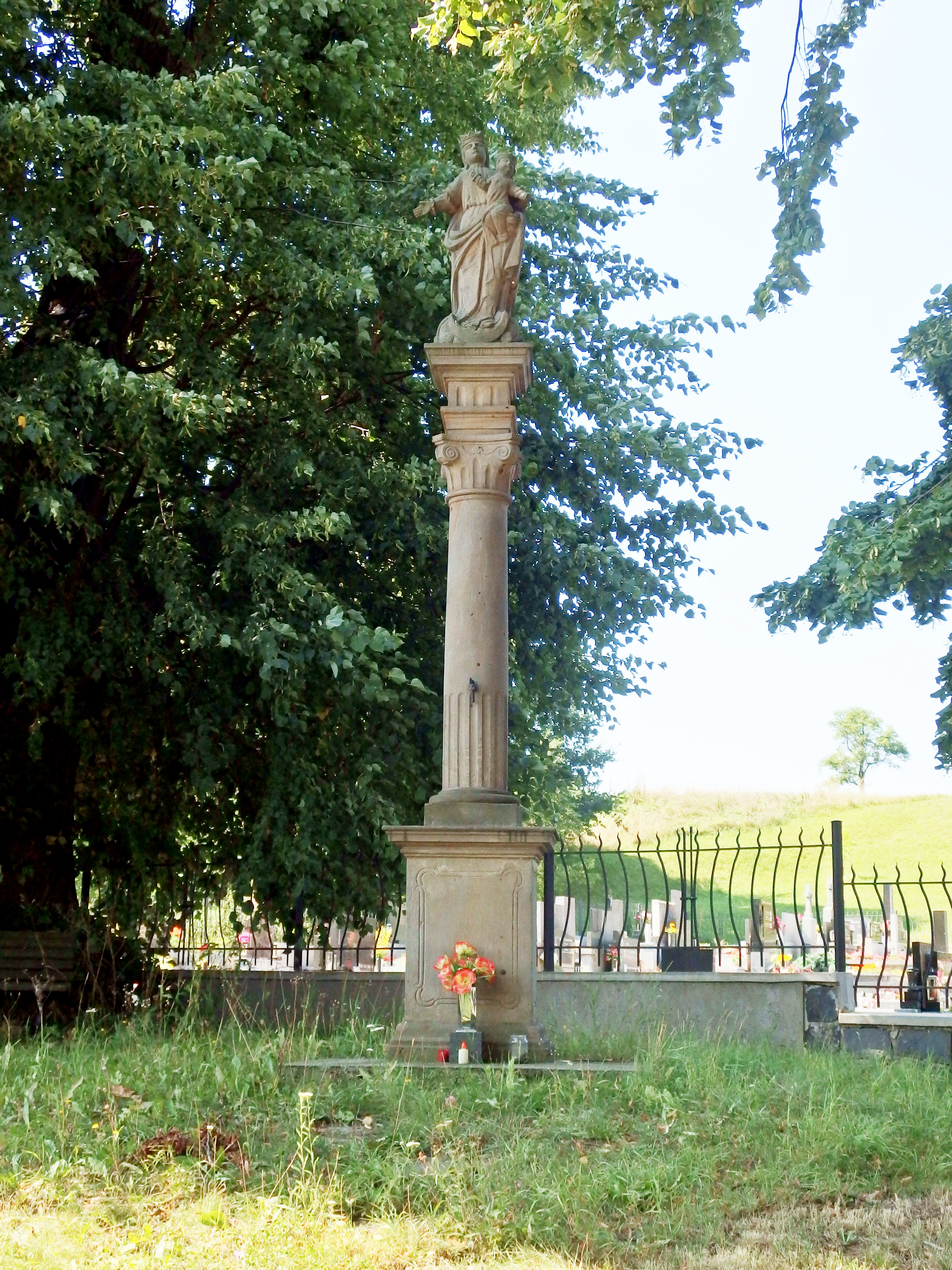
Mariánský sloup u hřbitova z roku 1791, nejstarší památka obce
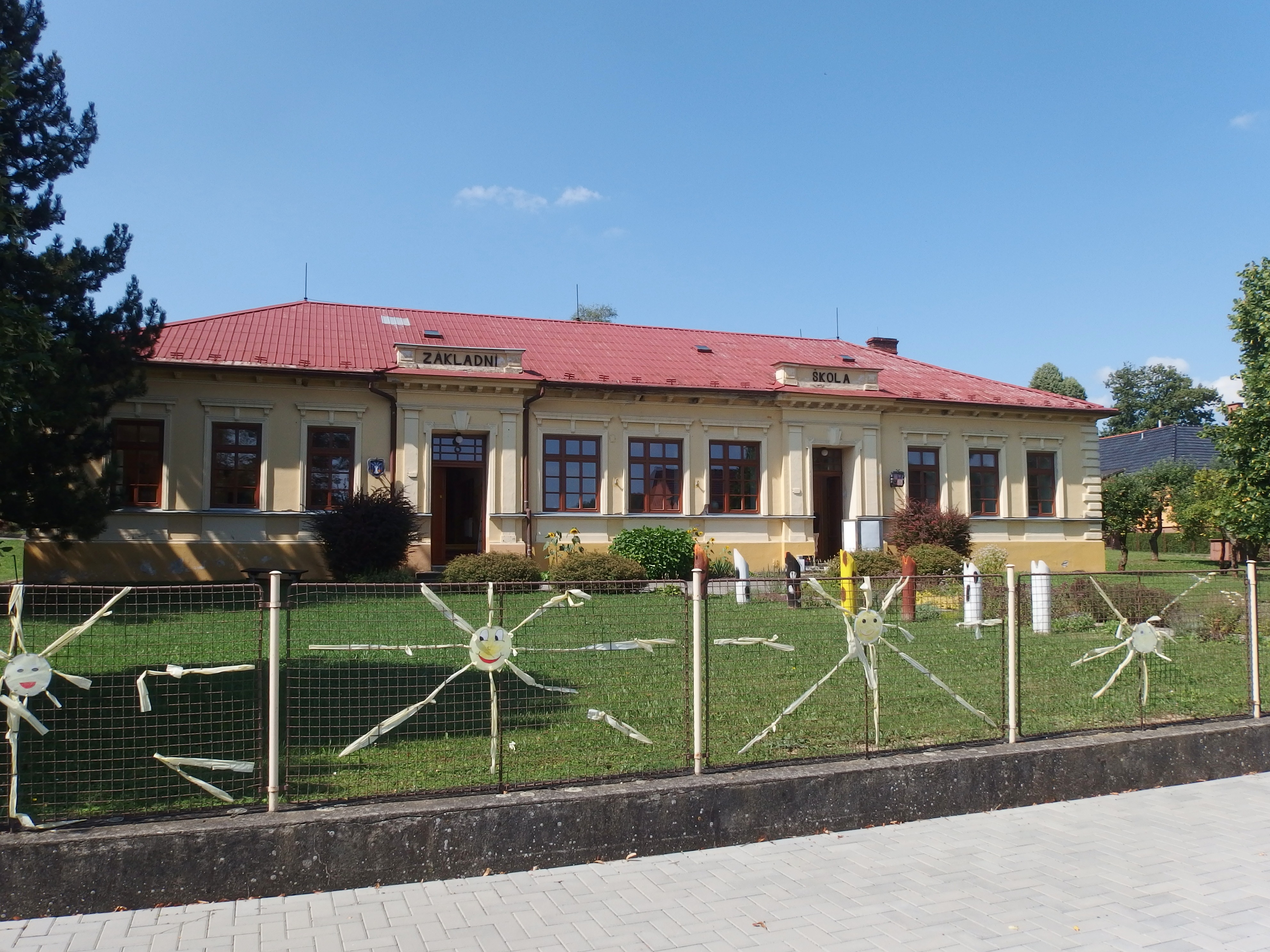
Základní a mateřská škola, budova z roku 1889